# デヴィッド・ウィアー (陸上選手)

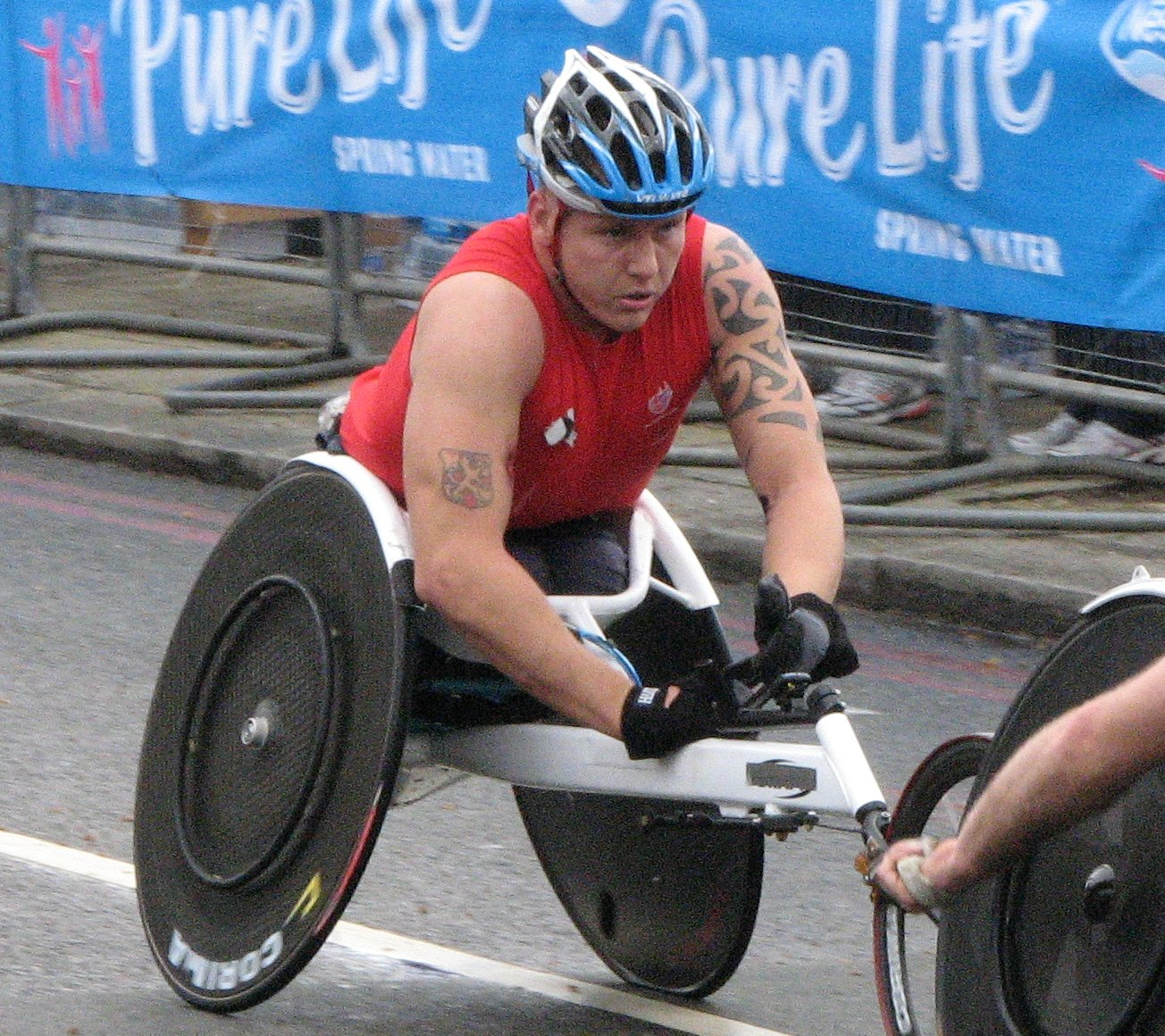

デヴィッド・ウィアー（David Weir,1979年6月5日- ）は、イギリスの車いす陸上競技選手。
彼は脊髄離断で生まれ、歩くことができない。パラリンピックにおいて、6つの金メダル、2つの銀メダル、2つの銅メダルを獲得している。また、何度もロンドンマラソンを制している。